# 世界痛快伝説!!運命のダダダダーン!Z
『世界痛快伝説!!運命のダダダダーン!Z』（せかいつうかいでんせつ うんめいダダダダーン ぜっと）は、2003年4月15日から2004年3月9日まで、朝日放送テレビ（ABCテレビ）とテレコムスタッフの共同制作により、テレビ朝日系列で放送されていたクイズ番組である。放送時間は、毎週火曜20:00 - 20:54（JST）。字幕放送。

## 概要
金曜21時台に放送されていた『世界痛快伝説!!運命のダダダダーン!』をリニューアルさせた番組だが、前番組からの放送内容に変更はなかった。司会は三宅裕司とオセロ（当時）の中島知子が務めた。番組ではダチョウ倶楽部のネタに似たポーズでVTRが開始された。
テレビ朝日の火曜20時台のクイズ番組は『あっぱれ外人 DONピシャリ!!』（1984年11月6日 ‐ 1985年3月19日 こちらはテレビ朝日制作）以来の放送となった。
2003年8月8日放送分は「夏休み!アニメ&ヒーロー大集合スペシャル!!」と題し、朝日放送に加え、テレビ朝日、名古屋テレビのテレビアニメ・特撮番組で当時放送されていた4チームが出場。『クラッシュギアNitro』の中山依里子、野島裕史、高橋美佳子、『爆竜戦隊アバレンジャー』の西興一朗、富田翔、いとうあいこ、『仮面ライダー555』の半田健人、村上幸平、芳賀優里亜、『明日のナージャ』の小清水亜美、一条和矢、斎賀みつきが解答者としてゲスト出演した。
その後は裏番組に勝てず『ダダダダーン!』シリーズは4年間の歴史に幕を閉じた。

## 出演者
司会
- 三宅裕司
- 中島知子（オセロ（当時））

主な解答者
- 伊東四朗
- 高橋英樹
- YOU
- 照英
- 酒井彩名

ほか

## ネット局
- 朝日放送テレビ
- 北海道テレビ
- 青森朝日放送
- 秋田朝日放送
- 岩手朝日テレビ
- 東日本放送
- 山形テレビ
- 福島放送
- テレビ朝日
- 新潟テレビ21
- 長野朝日放送
- 静岡朝日テレビ
- 名古屋テレビ放送
- 北日本放送
- 北陸朝日放送
- 日本海テレビ
- 広島ホームテレビ
- 山口朝日放送
- 愛媛朝日テレビ
- 九州朝日放送
- 長崎文化放送
- 大分朝日放送
- 熊本朝日放送
- 宮崎放送
- 鹿児島放送
- 琉球朝日放送

## スタッフ
- スタジオ構成：飯田茉千子
- VTR構成：山名宏和、司透（週替り）
- ブレーン：百田尚樹
- ロケ技術
  - 撮影：松浦弘二、杉山悟、西哲二、百瀬修司（週替り）
  - VE：高橋雄樹
  - 照明：高橋勇、尾山隆之（週替り）
  - 音声：松原絵里、羽住進也（羽住→以前は、VE）（週替り）
  - CA：新井敏也
- スタジオ技術：ニユーテレス
  - 技術プロデュース：深谷高史
  - TD：遠山康之
  - CAM：横山政照
  - VE：水野博道
  - AUD：本間祥吾
  - LD：藤井梅雄
- TK：小宮高子
- マルチ：佐藤隆広
- デザイン：きくちまさと
- 美術/美術制作：柴田慎一郎
- 美術進行：横守剛（毎週）、西村貴則（不定期）
- 大道具：松尾茂毅
- 大道具操作：伊藤善起
- 装飾：内山勝博
- ヘアメイク：金具光恵（毎週）、木村まこと（週替り）
- EED：宮森善治、伊部泰彦（毎週）、島村裕（週替り）
- MA：大前智浩（毎週）、山本英樹（週替り）
- 音効：大山豊、岡戸久幸
- CGデザイン：ケネックジャパン
- オープニングテーマ：片山敦夫
- 協力：ABCリブラ、TMCレモンスタジオ他
- 美術協力：フジアール
- 技術協力：権四郎、クリア、Japan Vistec、FLT、SPOT（毎週）、TECH-HANDS、ビーム（週替り）
- リサーチ：T2ファージ、トマホーク、インスティテュート・ワープ
- 広報：梅村陽子（ABC）、黒川幸子（ABC）
- デスク：上野陽子（テレコムスタッフ）
- 演出補：大村肇（毎週）、井上学、佐藤恭、伊東真理、大野祐司、渡辺周平（週替り）
- ディレクター：加藤秀章、稲垣哲也（週替り）
- 取材ディレクター：街風建雄、津田克久、奥田朋之（週替り）
- 演出：鈴木コーイチ（テレコムスタッフ）、柴田昌彦（テレコムスタッフ）
- プロデューサー：奈良井正巳（ABC）、竹島和彦（ABC、2003.6.10〜）、菊地俊一（テレコムスタッフ）、竹下やすし(寧)（テレコムスタッフ）、新井英文（アミューズ）
- チーフプロデューサー：石原康男（ABC）
- 制作協力：アミューズ
- 制作：ABC、テレコムスタッフ

### 過去のスタッフ
- プロデューサー：栗田正和（ABC、2003.4.15〜5月頃まで）

| 朝日放送テレビ（ABCテレビ）制作・テレビ朝日系列 火曜20:00 - 20:54枠 | 朝日放送テレビ（ABCテレビ）制作・テレビ朝日系列 火曜20:00 - 20:54枠 | 朝日放送テレビ（ABCテレビ）制作・テレビ朝日系列 火曜20:00 - 20:54枠 |
| 前番組                                                              | 番組名                                                              | 次番組                                                              |
| ------------------------------------------------------------------- | ------------------------------------------------------------------- | ------------------------------------------------------------------- |
| 現代進行形TV イマジン!                                              | 世界痛快伝説!! 運命のダダダダーン!Z                                 | 最終警告! たけしの本当は怖い家庭の医学                              |